# Aeródromo Las Dunas
El aeródromo Las Dunas es un aeródromo público está ubicado en la ciudad peruana de Ica, en el departamento del mismo nombre.
Este aeropuerto sirve principalmente a la ciudad de Ica, se encuentra ubicado a 2 kilómetros de la plaza de armas de Ica, este mismo despegan y aterrizan vuelos turístico hacia las zonas como: Las Líneas de Nazca, Laguna Huacachina, etc.